# Janůvky
Obec Janůvky (dříve Janoušov, německy Johnsdorf) se nachází v okrese Svitavy v Pardubickém kraji. Žije zde 65 obyvatel.

## Historie

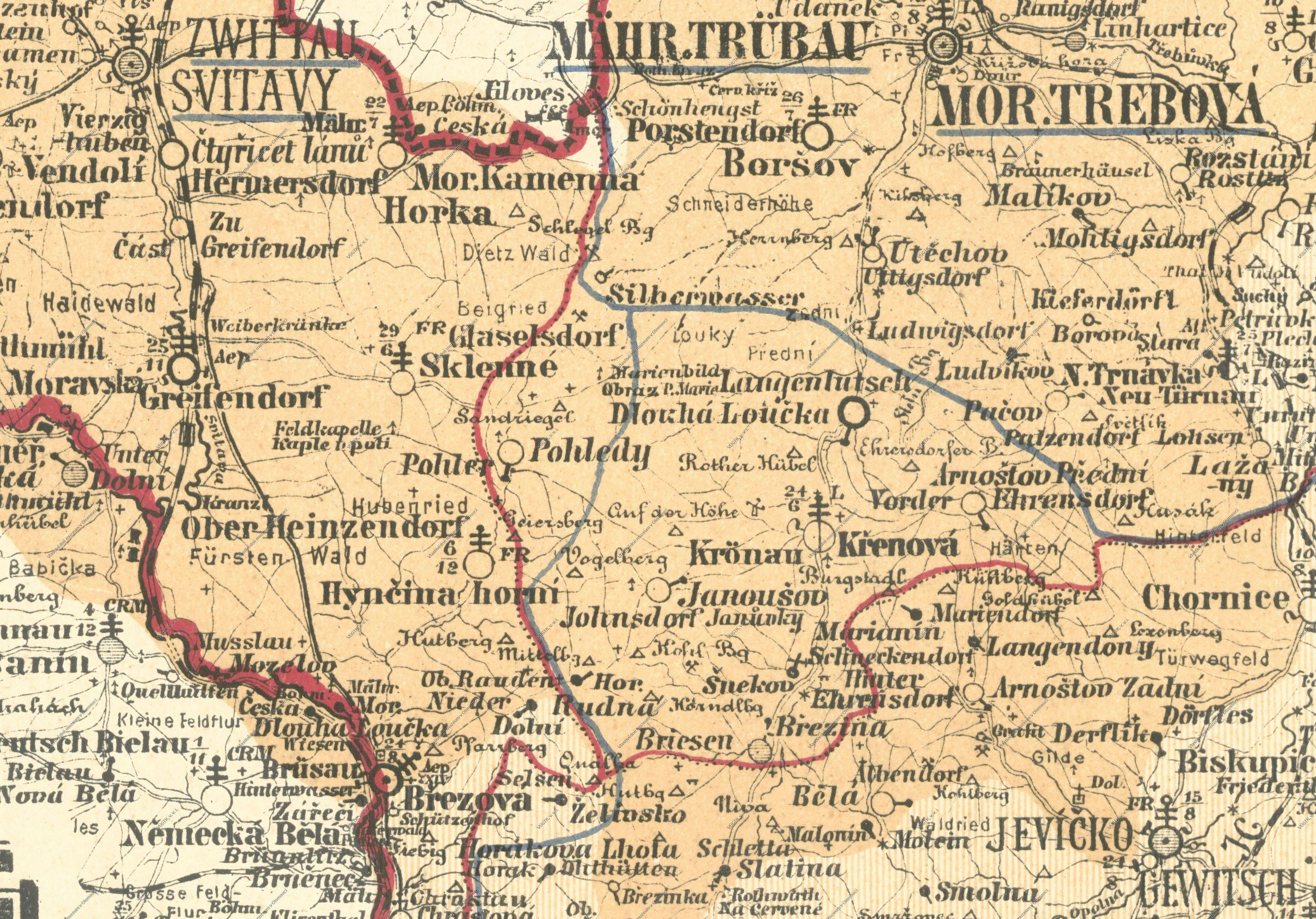
Janůvky/Janoušov (Johnsdorf) na historické mapě (1897)

První písemná zmínka o obci pochází z roku 1308.

## Galerie

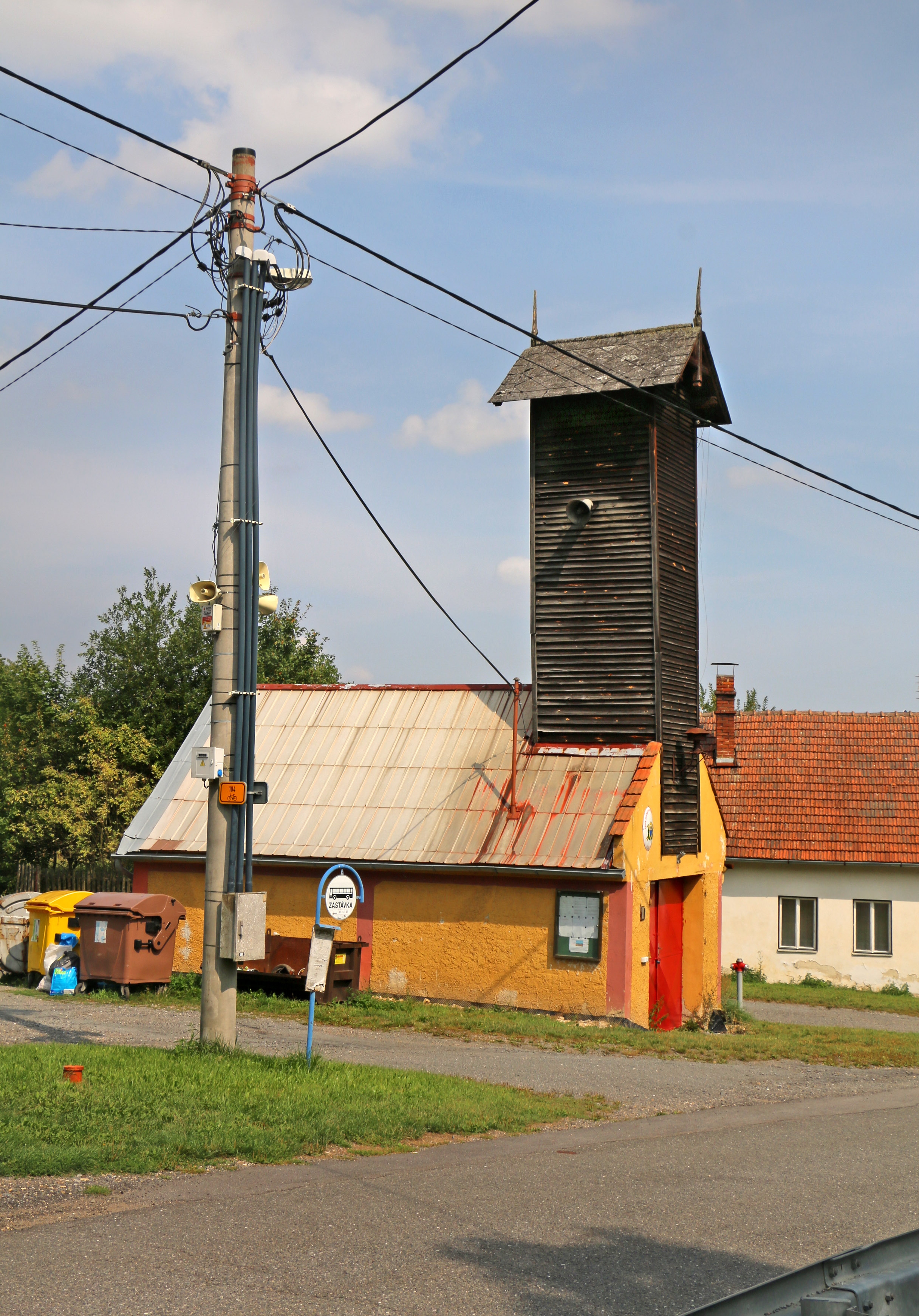
Hasičárna
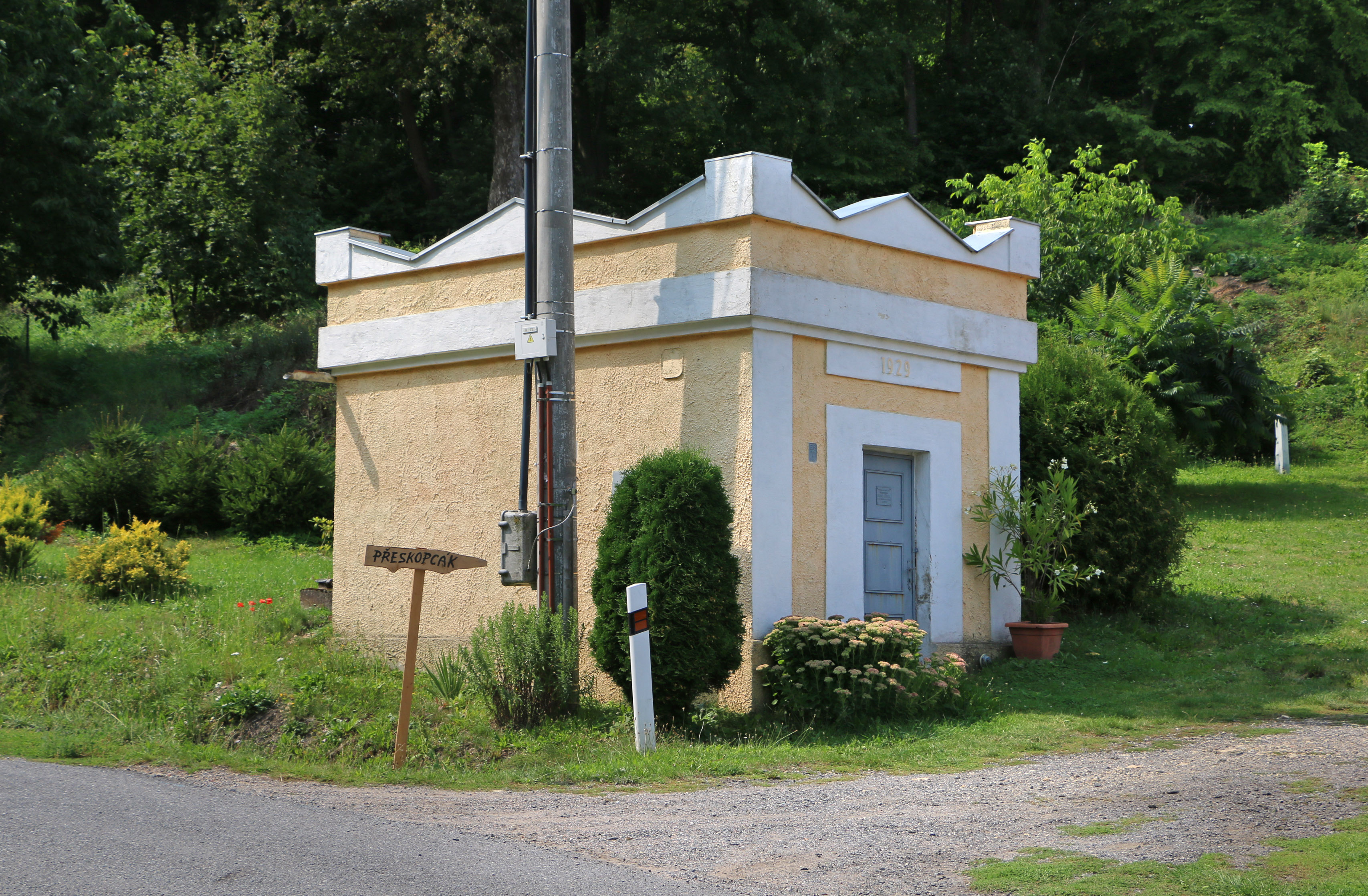
Malá vodárna
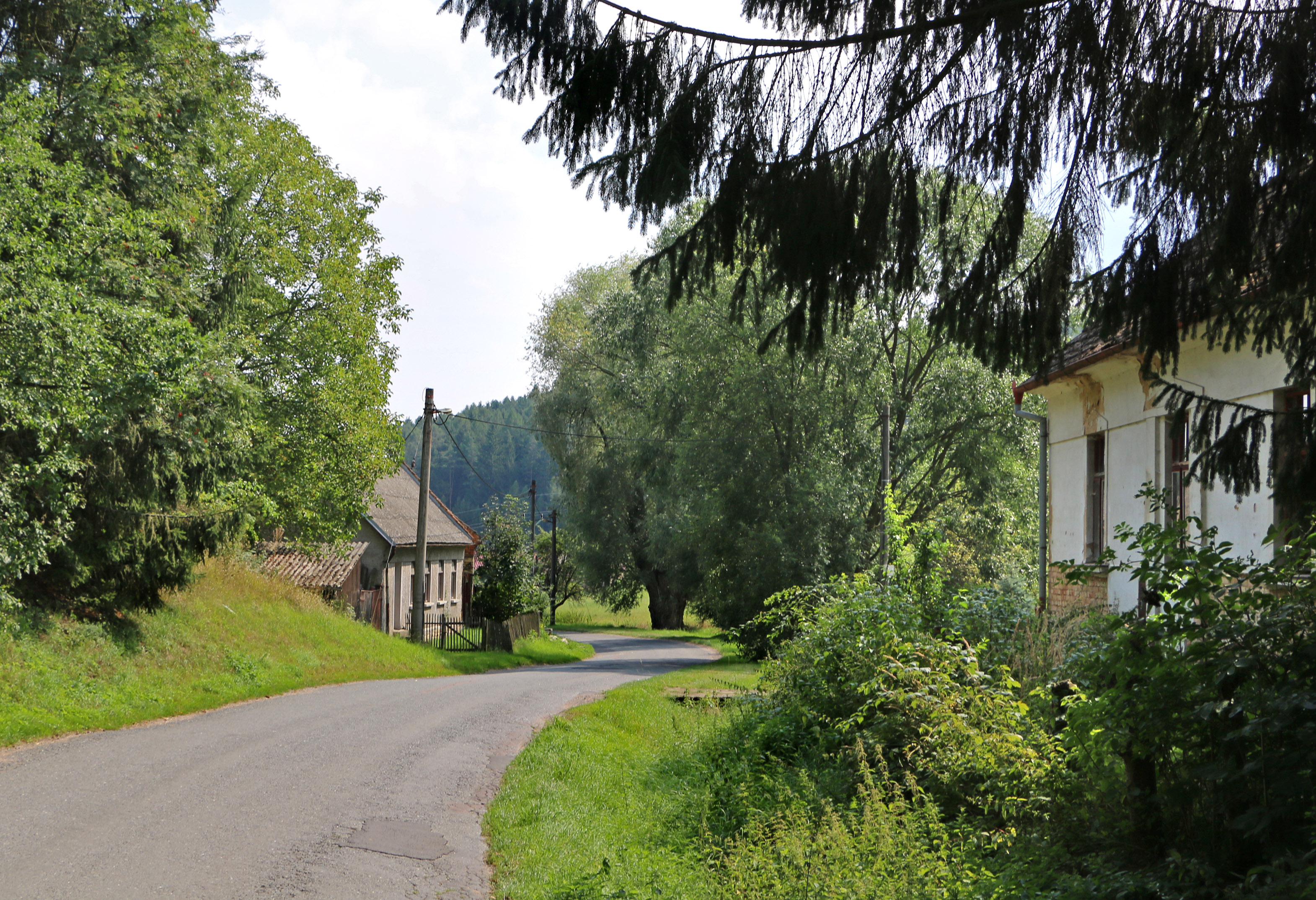
Silnice ke Křenovu